# هووتاشات
هووتاشات (به ارمنی: Հովտաշատ) یک شهر در ارمنستان است که در استان آرارات واقع شده‌است. هووتاشات در کیلومتری شمال آرتاشات، مرکز استان آرارات واقع شده‌است.

## خصوصیات
هووتاشات ۳٬۷۷۱ نفر جمعیت دارد و در ارتفاع متر بالاتر از سطح دریا قرار گرفته‌است.
| سال   | ۱۸۳۱ | ۱۸۹۷ | ۱۹۲۶ | ۱۹۳۹ | ۱۹۵۹ | ۱۹۷۰ | ۱۹۷۹ | ۲۰۰۱ | ۲۰۰۴ | ۲۰۱۱ |
| جمعیت | ۴۰۶  | ۱۸۲۴ | ۱۰۱۶ | ۱۳۰۰ | ۱۴۱۹ | ۱۸۴۳ | ۲۹۵۵ | ۳۶۷۴ | ۳۵۴۶ | ۳۴۹۷ |

## نگارخانه

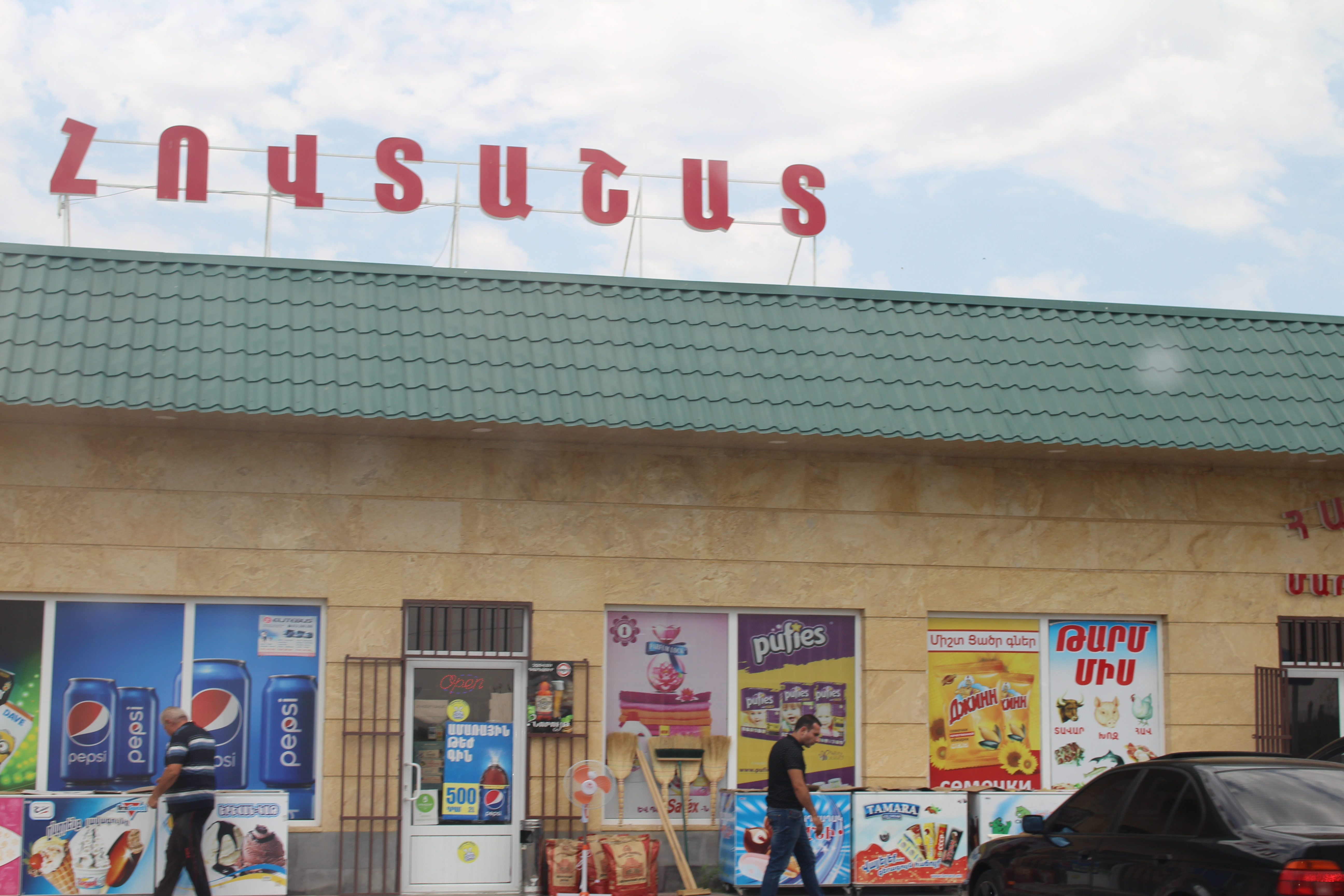
بازار کوچک در روستای هووتاشات